# عصر أزيس

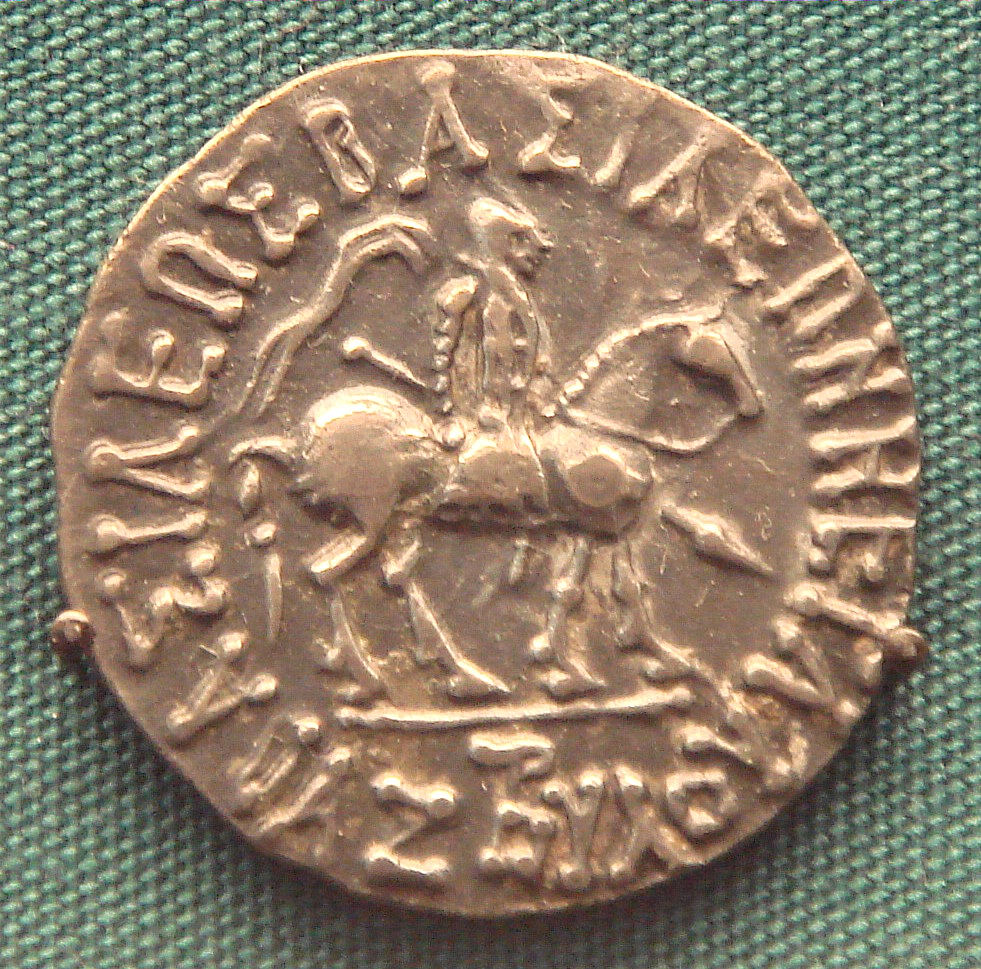
عملة أزيس

عصر أزيس (بالإنجليزية: Azes era)‏ المعروف أيضا باسم عصر أجا أو أجاسا، هي فترة بدأت في 47/46 قبل الميلاد، سمي على اسم الهنود السكثيون وتم تأريخ عدد من النقوش في هذا العصر، فهي ذات أهمية كبيرة في تأريخ عهود وعصور العديد من الملوك والأحداث في تاريخ الهند.
في وقت سابق، اعتقد بعض العلماء أن عصر أزيس كان نفس عصر فيكرم سامفات أي 57 سنة قبل الميلاد المستخدم في شبه القارة الهندية. ومع ذلك، اعترض روبرت براسي على هذا بعد اكتشاف نفش لفيجاياميترا، وهو مؤرخ لعصرين. يُظهر ببحث الذي أجراه فالك وبينيت عام 2009 أن هذين الحقبتين الزمنيتين كانتا حقبتان منفصلتان بالفعل، وأن عصر أزيس يمكن تأريخه بدرجة عالية إلى 47 قبل الميلاد، أو 48/47/46 قبل الميلاد، أعتمادا على ما إذا كان قد بدأ العصر في الربيع أو الخريف.
يُعتقد أن عصر أزيس قد تم إنشاؤه قبل وجود الملك أزيس لاستمرار عصر أرسايد الذي بدأ في 247 قبل الميلاد وشهد تأسيس الإمبراطورية البارثية. كانت السنة الأولى من عصر أزيس في 201 من عصر أرسايد. ارتبط عصر أزيس مؤخرًا بعصر يافانا بفضل نقش Rukhuna reliquary ‏.